# Levantinischer Maulwurf
Der Levantinische Maulwurf (Talpa levantis), auch als Schwarzmeer-Maulwurf bezeichnet, ist eine Säugetierart aus der Familie der Maulwürfe (Talpidae) innerhalb der Ordnung der Insektenfresser (Eulipotyphla). Es handelt sich um einen kleinen Vertreter, der äußerlich dem Europäischen Maulwurf gleicht, aber durch einen grazilen Schädelbau abweicht. Zudem sind seine Augen mit Haut überdeckt. Das Verbreitungsgebiet erstreckt sich entlang der Südküste des Schwarzen Meeres, wo die Tiere verschiedene Landschaftsräume von offenen Wiesen bis hin zu geschlossenen Wäldern bewohnen. Über die Lebensweise wurden bisher nur wenige Informationen zusammengetragen, der Levantinische Maulwurf lebt aber wie die meisten Eurasischen Maulwürfe unterirdisch. Die Form wurde im Jahr 1906 als Unterart des Blindmaulwurfs wissenschaftlich eingeführt. Erst seit den 1970er Jahren gilt sie als eigenständige Art. Seit dieser Zeit schlossen Forscher auch mehrere Bestände kleinwüchsiger Maulwürfe aus angrenzenden Regionen wie Teilen der Balkanhalbinsel oder des Kaukasus-Gebietes in den Levantinischen Maulwurf ein. Spätere genetische Untersuchungen konnten aber die Verwandtschaftsverhältnisse der einzelnen Gruppen zueinander weitgehend klären und führten zur Abtrennung einzelner Arten aus dem Formenkomplex des Levantinischen Maulwurfs.

## Merkmale

### Habitus
Der Levantinische Maulwurf gehört zu den kleinen Vertretern der Eurasischen Maulwürfe. Seine Kopf-Rumpf-Länge beträgt 8,2 bis 12,5 cm. Hinzu kommt ein 2,0 bis 3,7 cm langer Schwanz. Das Körpergewicht variiert von 21 bis 67 g. Der Sexualdimorphismus ist nur gering ausgeprägt, männliche Individuen übertreffen die weiblichen lediglich um 5 % an Körpergewicht. Der Körperbau ist vergleichbar zu dem der anderen Eurasischen Maulwürfe. Er weist einen typischen zylindrischen und kräftigen Rumpf auf sowie einen kurzen Hals und schaufelartige Vorderfüße. Das Fell zeigt sich schwärzlich grau oder schwarz gefärbt. Die Füße sind heller getönt, während die Klauen an den Vorderfüßen weiß erscheinen. Die Schnauzenspitze ist weiß, der Nasenspiegel hingegen schwarz. Die Augen bleiben unter der Haut verborgen. Die Länge der Hinterfüße reicht von 1,45 bis 2,0 cm.

### Schädel- und Gebissmerkmale
Der Schädel ist sehr leicht gebaut und schmal. Die Länge beträgt 29,2 bis 32,5 mm, die Breite am Hirnschädel 14,3 bis 15,9 mm und am Jochbogen 10,9 bis 11,9 mm. Die Höhe des Schädels erreicht 8,8 bis 10,4 mm. Das Rostrum ist schmal, zwischen den Molaren weist es eine Breite von 7,5 bis 9,1 mm auf, was rund 27 % der Schädellänge entspricht. Am vorderen Ende liegt die Breite bei 3,6 bis 4,0 mm. Die Länge des Rostrums variiert von 11,7 bis 13 mm. Die Zahnformel lautet: {\displaystyle {\frac {3.1.4.3}{3.1.4.3}}}. Das Gebiss besteht demnach aus 44 Zähnen. Der innere obere Schneidezahn ist ähnlich wie beim Blindmaulwurf (Talpa caeca) relativ groß. Die Mahlzähne sind breit, besonders der mittlere, der einen Durchmesser von 1,54 bis 1,9 mm aufweist. Am obersten ersten Molaren zeigt sich das Mesostyl, ein kleiner Höcker zwischen den beiden lippenseitigen Haupthöckern (Paraconus und Metaconus) ein- beziehungsweise nicht deutlich zweispitzig. Die obere Zahnreihenlänge schwankt zwischen 11,0 und 12,2 mm.

### Genetische Merkmale
Der diploide Chromosomensatz lautet 2n = 34. Es treten 10 metazentrische, 3 submetazentrische und 3 subteleozentrische Chromosomenpaare auf. Das X-Chromosom ist metazentrisch, das Y-Chromosom fleckenartig.

## Verbreitung und Lebensraum

Verbreitungsgebiet des Levantinischen Maulwurfs

Der Levantinische Maulwurf lebt in Westasien, wo er die Schwarzmeerküste der nördlichen Türkei bewohnt. Das Verbreitungsgebiet erstreckt sich etwa von Trabzon im Osten bis nach Bursa im Westen. Zwischen Sinop und Zonguldak besteht eine etwa 200 km breite Lücke. Unklar ist, ob diese Lücke auf eine tatsächliche Ausbreitungsbarriere zurückgeht oder hier ein Nachweisdefizit besteht. Eine isolierte Population des Levantinischen Maulwurfs tritt möglicherweise bei Tatvan in der östlichen Türkei auf. Ursprünglich wurde das Verbreitungsgebiet der Art deutlich weiter gefasst und schloss neben den nordanatolischen Refugien auch das Kaukasus-Gebiet in Georgien und Armenien sowie dem südlichen Russland ein, ebenso auch das südwestliche Küstengebiet des Kaspischen Meeres und Teile der thrakischen Schwarzmeerküste auf der Balkanhalbinsel. Die extrem östliche Gruppe am Kaspischen Meer wird seit dem Jahr 2015 dem Talysch-Maulwurf (Talpa talyschensis) zugewiesen, die thrakischen Bestände hingegen gehören seit 2018 dem Martino-Maulwurf (Talpa martinorum) und die der Kaukasus-Region seit 2020 dem Transkaukasien-Maulwurf (Talpa transcaucasica) an.
Als Habitate fungieren sandige Küstenstreifen, Wiesen, Weideflächen sowie Laub- und Nadelwälder jeweils mit mächtigen und feuchten Böden verbunden. Es besteht eine gewisse Abhängigkeit von Wasser, wodurch der Levantinische Maulwurf an Strom- und Flussufern oder in der Nähe von Stillgewässern beobachtet werden kann. Bei Tatvan kommt die Art sympatrisch mit dem Pater-David-Maulwurf (Talpa davidiana) vor. In der nordöstlichen Türkei grenzt das Verbreitungsgebiet zudem an das des Ognev-Maulwurfs (Talpa ognevi).

## Lebensweise
Über die Lebensweise des Levantinischen Maulwurfs liegen kaum Informationen vor. Die meisten Hinweise stammen aus der Kaukasus-Gebiet, die Tiere dort werden aber dem Transkaukasien-Maulwurf zugewiesen. Wie die meisten Eurasischen Maulwürfe dürfte auch der Levantinische Maulwurf Tunnel und Gänge im Erdreich anlegen und sich von Wirbellosen ernähren. Ein säugendes Weibchen wurde im Juni beobachtet. Als äußere Parasiten sind Flöhe der Gattung Palaeopsylla belegt.

## Systematik
Der Levantinische Maulwurf ist eine Art aus der Gattung der Eurasischen Maulwürfe (Talpa). Die Gattung schließt etwas mehr als 15 Mitglieder ein, das bekannteste ist der Europäische Maulwurf (Talpa europaea). Die Eurasischen Maulwürfe wiederum formen einen Teil der Tribus der Eigentlichen Maulwürfe (Talpini) und der Familie der Maulwürfe (Talpidae). Dabei umfassen die Eigentlichen Maulwürfe die zumeist grabenden Angehörigen der Maulwürfe, während andere Vertreter der Familie dem gegenüber nur teilweise unterirdisch leben, sich oberirdisch fortbewegen oder eine semi-aquatische Lebensweise haben.

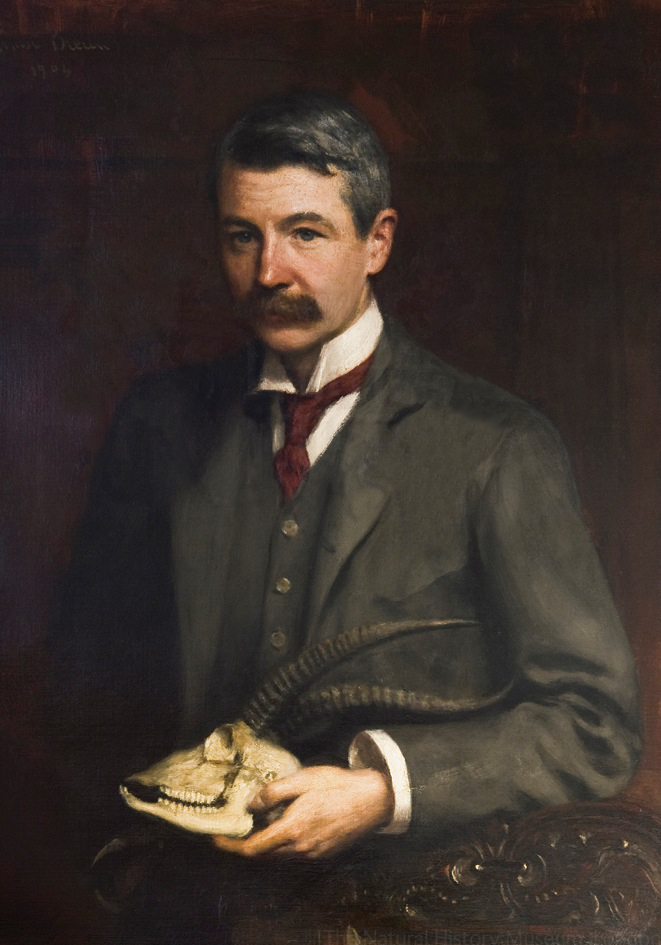
Oldfield Thomas

Die wissenschaftliche Erstbeschreibung des Levantinischen Maulwurfs wurde im Jahr 1906 von Oldfield Thomas vorgelegt. Dafür berief sich Thomas auf ein ausgewachsenes männliches Individuum von 12,2 cm Körperlänge, das aus Scalita südlich von Trabzon an der heutigen östlichen Grenze des Vorkommens stammt. Das Individuum bildet den Holotyp, die Fundregion die Terra typica der Art. Aufgesammelt wurde das Exemplar Ende des Jahres 1905. Thomas benannte seine neue Form mit Talpa caeca levantis und stufte sie so als Unterart des Blindmaulwurfs (Talpa caeca) ein. Als trennende Merkmale hob er den flachen Hirnschädel beim Levantinischen Maulwurf im Vergleich zum eigentlichen Blindmaulwurf hervor. Gegenüber dem Europäischen Maulwurf sah er den Schädel als deutlich kleiner an.
Über die nächsten fast sieben Dekaden behielt der Levantinische Maulwurf seinen Unterartenstatus bei. Übereinstimmend mit dem Blindmaulwurf ist der typisch caecoidale Bau des Kreuzbeins (die Öffnung des Foramens am vierten Kreuzbeinwirbel ist nach hinten gerichtet), abweichend von der europaeoidalen Gestaltung beim Europäischen Maulwurf (die Öffnung des Foramens am vierten Kreuzbeinwirbel ist durch eine Knochenbrücke überdeckt). Noch als Unterart des Blindmaulwurfs angesehen, vereinte Ivo Grulich im Jahr 1972 die kleinen kaukasischen Maulwürfe, die ursprünglich unter der Bezeichnungen Talpa europaea transcaucasica von Sergej Konstantinowitsch Dahl im Jahr 1944 eingeführt worden waren, mit dem Levantinischen Maulwurf, was auf ähnlichen Schädelmerkmalen beruhte. Erst 1973 wurde der Levantinische Maulwurf von Heinz Felten und Kollegen aufgrund tiergeographischer Erwägungen als eigenständige Art angesehen. Über die Position des Talysch-Maulwurfs (Talpa talyschensis) von der Südwestküste des Kaspischen Meeres waren sich Felton und Kollegen nicht einig, doch wurde dieser Ende der 1980er Jahre ebenfalls mit dem Levantinischen Maulwurf gleichgesetzt, was allerdings nicht alle Forscher teilten. Spätestens 1991 nach Begutachtung einzelner Exemplare wiesen Wissenschaftler auch die Populationen aus dem südöstlichen Bereich der Balkanhalbinsel dem Levantinischen Maulwurf zu. Dass sich zumindest die anatolischen Bestände des Levantinischen Maulwurfs vom Blindmaulwurf deutlich unterschieden, konnte Mitte der 1990er Jahre einerseits durch schädelmorphologische, andererseits durch karyologische Untersuchungen untermauert werden. Zudem ließen sich in Bezug auf Schädelmaße- und Schädelgestaltung keine signifikanten Unterschiede zwischen den Formen der anatolischen Schwarzmeerküste und Tatvans in Ostanatolien feststellen. Durch die Eingliederung der kleinwüchsigen Maulwürfe des Kaukasus, des Küstengebietes des Kaspischen Meeres und Thrakiens besaß die Art zu diesem Zeitpunkt ein extrem ausgedehntes Verbreitungsgebiet, das zudem mehrfach unterbrochen war.
Ein differenzierteres Bild zeichneten molekulargenetischen Untersuchungen, die seit den 2010er Jahren verstärkt durchgeführt wurden. Sie konnten den Levantinischen Maulwurf eindeutig vom Blindmaulwurf abtrennen, ordnen beide aber einer westlichen Linie zu, in der zahlreiche europäische Formen eingefasst sind. Innerhalb dieser bildet der Levantinische Maulwurf gemeinsam mit dem Balkan-Maulwurf (Talpa stankovici) eine eher basale Gruppe, wobei sich ersterer bereits im Pliozän vor etwa 3,8 Millionen Jahren abgesetzt hatte. Sie zeigten aber auch auf, dass der Talysch-Maulwurf außerhalb dieser Gruppe steht und eine engere Beziehung zum Pater-David-Maulwurf (Talpa davidiana) Südostanatoliens besitzt. Er wurde daher als eigenständige Art ausgegliedert. Die thrakischen Bestände wiederum erwiesen sich als näher verwandt mit dem Europäischen Maulwurf und erhielten im Jahr 2018 als Martino-Maulwurf (Talpa martinorum) einen eigenen Artstatus. In einer Studie aus dem Jahr 2015, vorgestellt von Anna A. Bannikova und Kollegen, konnte des Weiteren für die nordanatolischen und kaukasischen Tiere eine tiefe zeitliche Trennung herausgearbeitet werden, die den Levantinischen Maulwurf in eine östliche (Kaukasus und Transkaukasien) und eine westliche (Anatolien) Gruppe aufspaltete. Die bereits im ausgehenden Pliozän vor 2,68 Millionen Jahren erfolgte Aufteilung befürwortete eine artliche Absetzung der beiden Gruppen. Während der Untersuchung lag jedoch kein Material der Typusregion vor. Dadurch war zu diesem Zeitpunkt nicht geklärt, welcher Gruppe die Tiere der Terra typica angehören würden. Die Bearbeiter vollzogen die Arttrennung der östlichen und westlichen Gruppe daher vorerst nicht. Erst im Jahr 2020 konnte dies geklärt und die östliche Gruppe mit dem Transkaukasien-Maulwurf (Talpa transcaucasica) als eigenständig abgesondert werden. Unklarheit bestand in diesem Zusammenhang aber über die Maulwürfe des Bosporus-Gebietes, da diese bis zu diesem Zeitpunkt noch nicht in genetische Analysen mit einbezogen waren. Einzelne Forscher vermuteten hier aber ebenfalls eine eigenständige taxonomische Gruppe. Eine im gleichen Jahr veröffentlichte Studie trennte dann aufgrund genetischer und anatomischer Befunde die Tiere der Bosporus-Region als westliche Gruppe von einer östlichen Gruppe auf Unterartniveau ab. Dadurch enthält der Levantinische Maulwurf wenigstens zwei Unterarten:
- Talpa levantis levantis Thomas, 1906; Nominatform, östliche Variante entlang der Schwarzmeerküste
- Talpa levantis dogramacii Kefelioğlu, Kryštufek, Selçuk, Hutterer & Astrin, 2020; westliche Variante um den Bosporus und das Marmarameer, mit proportional längerer Zahnreihe, breiterem Rostrum und weniger aufgewölbtem Hirnterhaupt

Gleichzeitig stufte die Untersuchung jedoch den Transkaukasien-Maulwurf lediglich als dritte Unterart des Levantinischen Maulwurfs ein, was wiederum eine Untersuchung aus dem Jahr 2023 ablehnt.
Fossilfunde von heutigen Vertretern der Eurasischen Maulwürfe sind ein eher seltenes Fundgut. Aufgrund einzelner morphologischer Übereinstimmungen wurden mehrere Unter- und Oberkieferfragmente sowie Gliedmaßenknochen aus Varshets im nördlichen Bulgarien zum Levantinischen Maulwurf verwiesen. Dies betrifft die generellen Ausmaße, aber auch die Gestaltung des Unterkiefers und einzelne Zahnmerkmale wie das einspitzige Mesostyl oder das fehlende Parastyl am ersten Oberkiefermahlzahn. Die Funde datieren in das Obere Pliozän. Der Autor der Studie aus dem Jahr 2004, Vasil V. Popov, gab aber zu Bedenken, dass die Systematik der europäischen Maulwürfe zu diesem Zeitpunkt wenig geklärt war und seine Einschätzung nicht mit dem damaligen Stand der genetischen Untersuchungen konform ging. Boris Kryštufek und Kollegen merken im Jahr 2018 bei der Beschreibung des Martino-Maulwurfs an, dass die Funde von Varshets stark ihrer neuen Form ähneln. Gleiches gilt für weitere Reste des Levantinischen Maulwurfs aus der Yarimburgaz-Höhle rund 25 km westlich von Istanbul im türkischen Teil Thrakiens. Diese gehören dem Mittelpleistozän an.

## Bedrohung und Schutz
Der Levantinische Maulwurf wird von der IUCN in die Kategorie „nicht bedroht“ (least concern) eingestuft, dies schließt aber die Populationen im Kaukasus, am Kaspischen Meer  und in Thrakien mit ein. Größere Bedrohungen für den Gesamtbestand sind nicht bekannt, auch ist kein stärkerer Rückgang bemerkbar. In der Türkei tritt die Art in mehreren Naturschutzgebieten auf.